# Alex Thomson
Alexander Thomson (Londres, 12 de enero de 1929; Chertsey,14 de junio de 2007) era un director de fotografía británico. 
Fue nominado para el Oscar a la mejor fotografía de Excalibur. Otras películas en las que trabajó fueron Year of the Dragon, Legend, Labyrinth, The Krays, Alien³, Cliffhanger, Demolition Man, Executive Decision, Hamlet y Trabajos de amor perdidos. Durante sus primeros años en el cine, trabajó como operador de cámara en doce películas del cineasta Nicolas Roeg entre 1961 y 1966.

## Premios y nominaciones
Premios Óscar
| Año  | Categoría                   | Película  | Resultado |
| ---- | --------------------------- | --------- | --------- |
| 1982 | Óscar a la mejor fotografía | Excalibur | Nominado  |